# Jürgen Martin
Jürgen Martin (* 1. Februar 1949) ist ein ehemaliger deutscher Fußballspieler. Der Offensivspieler absolvierte in der Saison 1970/71 beim VfB Stuttgart in der Fußball-Bundesliga drei Ligaspiele.

## Laufbahn
Der Angreifer durchlief die Jugendstationen bei seinem Heimatverein SV Röchling Völklingen  und debütierte als 17-Jähriger an der Seite von Mitspielern wie Torhüter Horst Zingraf und Stürmer Josef Christ in der Saison 1966/67 in der damals zweitklassigen Regionalliga Südwest. Zu seinem ersten Regionalligaeinsatz kam er am 27. November 1966 bei einem 2:0-Heimerfolg gegen SV Saar 05 Saarbrücken. In seiner zweiten und dritten Saison in der Regionalliga absolvierte er jeweils 25 Ligaspiele und erzielte auch jeweils 12 Tore. Nach insgesamt 57 Regionalligaspielen für Völklingen mit 25 Torerfolgen wechselte Jürgen Martin innerhalb der Liga zur Saison 1969/70 zum FK Pirmasens. Mit dem FKP errang er die Vizemeisterschaft und zog in die Bundesligaaufstiegsrunde 1970 ein. In der Regionalliga hatte er in 16 Ligaeinsätzen vier Tore an der Seite von Mitspielern wie Dieter Weinkauff, Peter Gutzeit, Hilmar Weishaar, Robert Jung und Horst Brill erzielt. In der Aufstiegsrunde erzielte er in den vier Einsätzen gegen den VfL Bochum, Hertha Zehlendorf und VfL Wolfsburg einen Treffer. Zumeist stürmte Martin am linken Flügel.
Zur Saison 1970/71 wurde der Flügelstürmer vom VfB Stuttgart in die Bundesliga geholt; daneben verpflichteten die Schwaben auch noch Hans Hauser und Gerd Regitz von Borussia Neunkirchen aus der Regionalliga Südwest und holten Hartmut Weiß aus Braunschweig zurück. Martin debütierte am 6. März 1971 bei einem 1:1-Heimremis gegen Eintracht Braunschweig in der Bundesliga. Er stürmte auf Linksaußen und bildete mit Manfred Weidmann und Weiß den VfB-Angriff, welcher aus dem Mittelfeld durch Jan Olsson, Herbert Höbusch und Horst Haug unterstützt wurde. Unter Trainer Branko Zebec kam er lediglich noch zu zwei weiteren Ligaeinsätzen und danach war seine Zeit in Stuttgart bereits beendet und er schloss sich zur Saison 1971/72 dem LASK Linz an und wechselte in die österreichische Fußball-Bundesliga.
Für das Team aus der Landeshauptstadt von Oberösterreich debütierte er unter Trainer Wilhelm Kment am Starttag der Meisterschaft 1971/72, am 20. August 1971, bei einem 4:1-Heimerfolg gegen Admira/Wacker auf Linksaußen. Durch seine Verletzungsanfälligkeit konnte er nur elf Ligaspiele (1 Tor) an der Seite von Mitspielern wie Gerhard Sturmberger, Johann Kondert, Walter Gebhardt, Kurt Leitner und Karl-Heinz Artmann bestreiten. Nach seinem Einsatz am 6. Mai 1972 bei einem 1:1-Auswärtsremis bei Wacker Innsbruck, war seine Zeit bei den Schwarz-Weißen vorbei und er kehrte zur Saison 1972/73 zu seinem Heimatverein SV Röchling Völklingen in der Regionalliga Südwest zurück.
Völklingen hatte das Team mit Horst Berg und Lothar Weschke verstärkt und trug am zweiten Rundenspieltag, den 12. August 1972, ein Heimspiel gegen den FC Homburg aus. Martin startete auf Linksaußen, musste aber in der 62. Minute wegen Verletzung durch Trainer Helmuth Johannsen ausgewechselt werden. Es blieb bei diesem Einsatz, seine Verletzungsfolgen ließen keinen weiteren Einsatz im Profifußball mehr zu. Völklingen wurde Vizemeister und Jürgen Martin nach der Saison mit insgesamt 74 Regionalligaeinsätzen (29 Tore), 3 Bundesligaeinsätzen und elf (1 Tor) Spielen in der österreichischen Liga, zum Sportinvaliden erklärt.